# Protoribates rhomboides
Protoribates rhomboides är en kvalsterart som först beskrevs av Hammer 1972.  Protoribates rhomboides ingår i släktet Protoribates och familjen Protoribatidae. Inga underarter finns listade i Catalogue of Life.